# Codex Vangianus

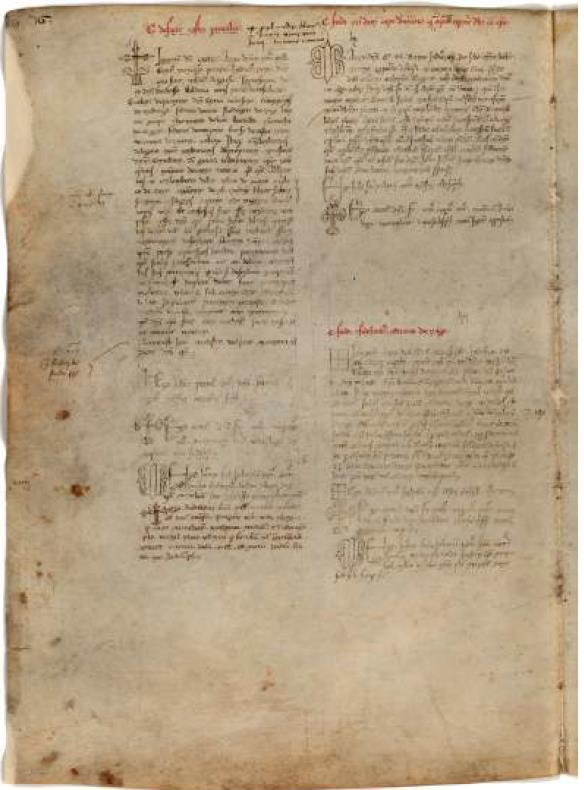
Pagina del Codex Vangianus

Il Codex Vangianus (o Codex Wangianus, "Codice Vanghiano"), detto anche Liber Sancti Vigilii ("libro di san Vigilio") è un cartolario fatto compilare, a partire dal 1215, dal principe vescovo di Trento Federico Vanga. Esso contiene la trascrizione di atti riguardanti i beni e i diritti della Chiesa trentina.
Del Codex esistono due versioni: il Codex Minor, quella originale, e il Codex Maior, una copia trecentesca contenente ulteriori integrazioni.

## Codex Minor
Federico Vanga fece comporre il documento in seguito ai tentativi, da parte di alcuni feudatari, di usurpare i diritti del principe vescovo; ad esempio, i ministeriali di Egna che riuscirono per un certo tempo ad ottenere potere su Trodena, Anterivo e anche su Castello. Il Codex, di conseguenza, conteneva indicazioni riguardo alle reinvestiture, alla vendita dei feudi e alla costruzione di castelli.

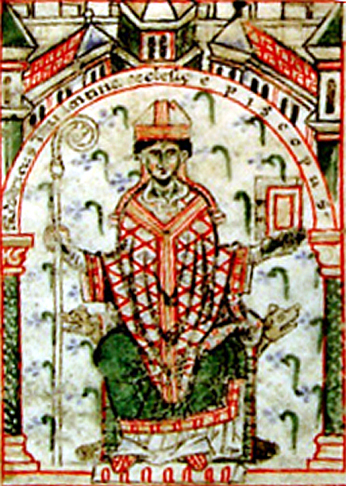
Miniatura di Federico Vanga inserita nel codice

Tali atti sono trascritti e autenticati da parte di notai operanti nel territorio trentino tra i quali si possono citare Erceto, Ropreto e Corradino. Ciascun documento è accompagnato da una rubrica contenente un riassunto dell'atto ed eventuali note. Il codice è composto da 114 fogli di pergamena organizzati in 15 fascicoli contenenti 259 documenti scritti solo sul lato carne e non sul lato pelo.
Il codice inizia con un proemio accompagnato da una miniatura che rappresenta il principe vescovo sul trono recante in una mano il bastone pastorale e nell'altra un libro.
All'interno del codice, nel fascicolo IX, è contenuto il Liber de postis montis Argentariae, il documento che regolava i diritti minerari sull'altopiano dell'Argentario, che è considerato la prima raccolta di regolamenti minerari d'Europa.

### Storia
Il codice ha una storia articolata: fin dalla sua prima stesura, prevedeva ampi spazi vuoti nei fascicoli destinati ad accogliere futuri documenti. Gli immediati successori di Federico Vanga, e in particolare Aldrighetto di Castelcampo, continuarono ad aggiungere documenti al codice.
Il vescovo Nicolò da Brno (1336-1347) non si limitò ad aggiungere documenti, ma aggiunse un nuovo fascicolo (XV) ed ordinò una nuova copia del codice nel 1344-45, detta Codex Vangianus Maior. A fine Trecento venne effettuata un'altra copia del codice della quale però ci rimangono i soli fascicoli finali.
Nel 1407 codici passarono dal vescovo Giorgio di Liechtenstein al conte del Tirolo Federico IV, ma vennero successivamente restituiti.
Il vescovo Johannes Hinderbach (1465-1486) nella sua attività di valorizzazione e di collezione di libri rari rilesse e studiò il codice aggiungendo nuovi documenti, rubriche e annotazioni.
Nel Settecento vennero realizzate altre tre copie del codice, e ad inizio Ottocento fu trasferito con tutto l'archivio vescovile a Innsbruck. Nel 1919 ritornò a Trento dove è attualmente conservato presso l'Archivio di Stato.
Il codice è stato sottoposto a due ristrutturazioni: una nel 1981 e un'altra nel 2006 ad opera del Centro di fotoriproduzione, legatoria e restauro degli Archivi di Stato di Roma. Durante quest'ultima è stata effettuata una digitalizzazione completa del codice.

### Il codice minerarioLiber de postis montis Argentariae
All'interno del IX fascicolo del Codex Minor è incluso il Liber de postis montis Argentariae, ovvero l'insieme di norme che regolamentavano lo sfruttamento delle miniere d'argento sul Monte Calisio; esso è considerato il più antico codice minerario d'Europa.
Il Liber si apre con un proemio che ricalca quello delle Istituzioni di Giustiniano, all'interno del quale si richiama la necessità di utilizzare non solo le armi, ma anche leggi, accordi, statuti ed istituzioni al fine di garantire il buon governo, e con una miniatura che raffigura Federico Vanga assiso al trono episcopale che reca in una mano il bastone pastorale, simbolo dell'autorità religiosa e nell'altra una spada, simbolo dell'autorità civile.
È composto dai seguenti documenti:
- doc. 135 "Carta laudamentorum et postarum episcopi factorum in facto Argentariae" (19.06.1208)
- doc. 136 "Carta laudamentorum et postarum episcopi factorum super facto Argentariae eius" (19.06.1208)
- doc. 137 "Carta laudamentorum et postarum factorum in monte Argentariae" (19.06.1208)
- doc. 138 "Carta ficti et racionum episcopi ab illis qui utuntur argentariam" (24.03.1185)
- doc. 139 "Carta de posta montis" (20.04.1214)
- doc. 140 "Item carta de posta montis" (19.05.1213)
- doc. 142 "Carta de posta et iure montis (26.05.1213)

## Codex Maior
Voluto dal vescovo Nicolò di Brno (1336-1347), è costituito da una copia del Codex Minor priva di decorazioni e miniature e da ulteriori 98 documenti trascritti e autenticati quasi per intero dal notaio Corrado Grusser.
Il codice è composto da 260 fogli di pergamena organizzati in 27 fascicoli scritti sia sul lato carne che sul lato pelo. Come documento più antico il codice contiene una copia del diploma imperiale di Corrado II il Salico a favore della chiesa tridentina del 31 maggio 1027.
Andato disperso a fine Settecento, è conservato presso la biblioteca del Tiroler Landesmuseum Ferdinandeum di Innsbruck.